# Bulbophyllum nematorhizis
Bulbophyllum nematorhizis är en orkidéart som beskrevs av Rudolf Schlechter. Bulbophyllum nematorhizis ingår i släktet Bulbophyllum och familjen orkidéer. Inga underarter finns listade i Catalogue of Life.